# 天主教伊利诺斯的斯普林菲尔德教区
天主教伊利諾伊的斯普林菲爾德教區（拉丁語：Diocesis Campifontis in Illinois）是美國一個羅馬天主教教區，屬芝加哥總教區。
範圍包括伊利諾伊州中南部，教座位於州府斯普林菲爾德。2010年有教友165,548人、131個堂區、104名司鐸。現任教區主教為多默·J·帕普羅茨基。
1853年7月29日設昆西教區，1857年1月9日遷至奧爾頓。1923年10月26日再遷至現在的位置。